# Famille Gracie
 (mars 2023).
La famille Gracie est une famille brésilienne, renommée pour avoir développé le jiu-jitsu brésilien.

## Histoire
George Gracie citoyen écossais, émigre du comté de Dumfriesshire vers le Brésil en 1801.
Son fils Gastão devient un homme politique influent appartenant à la loge franc-maçonne du Rite écossais et qui assistait les nouveaux émigrants japonais. En 1914, un maître de judo et de ju-jitsu nommé Mitsuyo Maéda arrive au Brésil sur la demande de Jigoro Kano, créateur du judo, pour y propager cet art martial. Pour remercier l'aide apportée par Gastão Gracie, il lui apprend non seulement le judo, mais aussi le ju-jitsu tel que les traditions du Japon exigeaient de tenir secret à son fils, Carlos. Celui-ci l'enseigne à son tour à ses frères, Osvaldo, Gastão Jr., Jorge et particulièrement Helio Gracie, qui développe cet art par la suite, en démontrant son efficacité lors de combats sans règle.
La famille Gracie est une vaste famille et de nombreux combattants, experts en jiu-jitsu brésilien, en sont issus, tels que : 
Rickson Gracie,
Rorion Gracie,
Royce Gracie,
Royler Gracie,
Renzo Gracie,
Carlos Gracie,
Kyra Gracie,
Roger Gracie.
Les Gracie sont réputés pour leur esprit de compétition et les nombreux défis et combats contre des représentants d'autres styles, afin de démontrer la supériorité de leur art.
Rorion Gracie, en créant l'Ultimate Fighting Championship en 1993 aux États-Unis, a permis au Gracie Jiu Jitsu d'avoir une exposition internationale, et Royce puis Rickson devinrent célèbres.
Les frères Machado, développèrent également une forme de ju-jitsu, dans un esprit un peu moins agressif et plus respectueux vis-à-vis des autres arts martiaux.

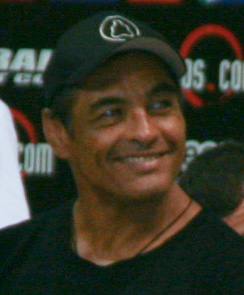
Rickson Gracie
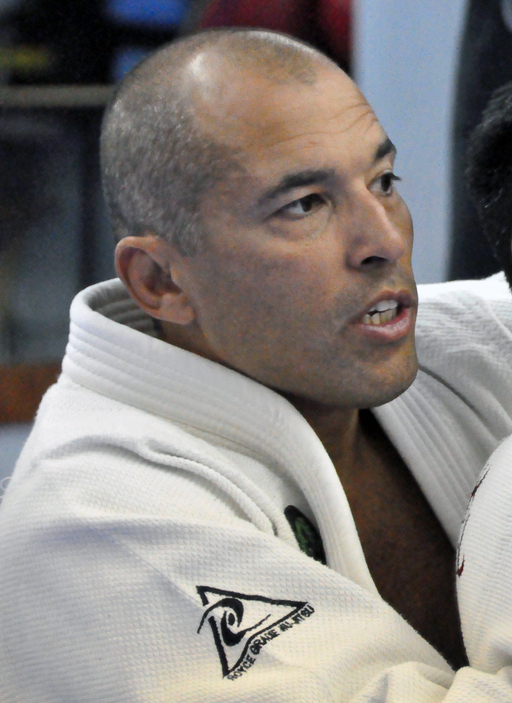
Royce Gracie
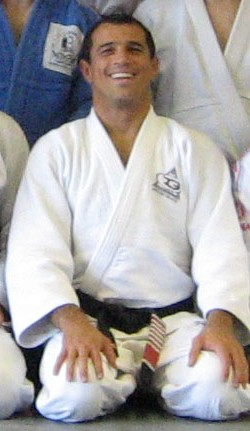
Royler Gracie

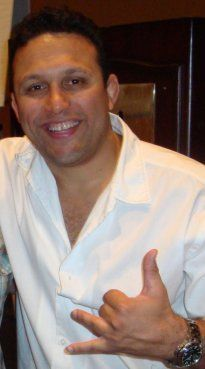
Renzo Gracie
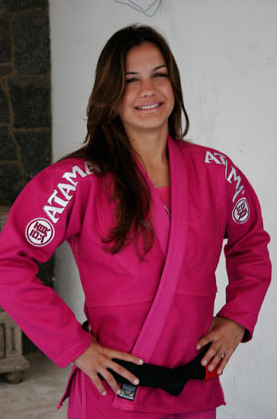
Kyra Gracie

C'est Wallid Ismail, qui a vaincu les trois Gracie.